# Tygel (ridsport)

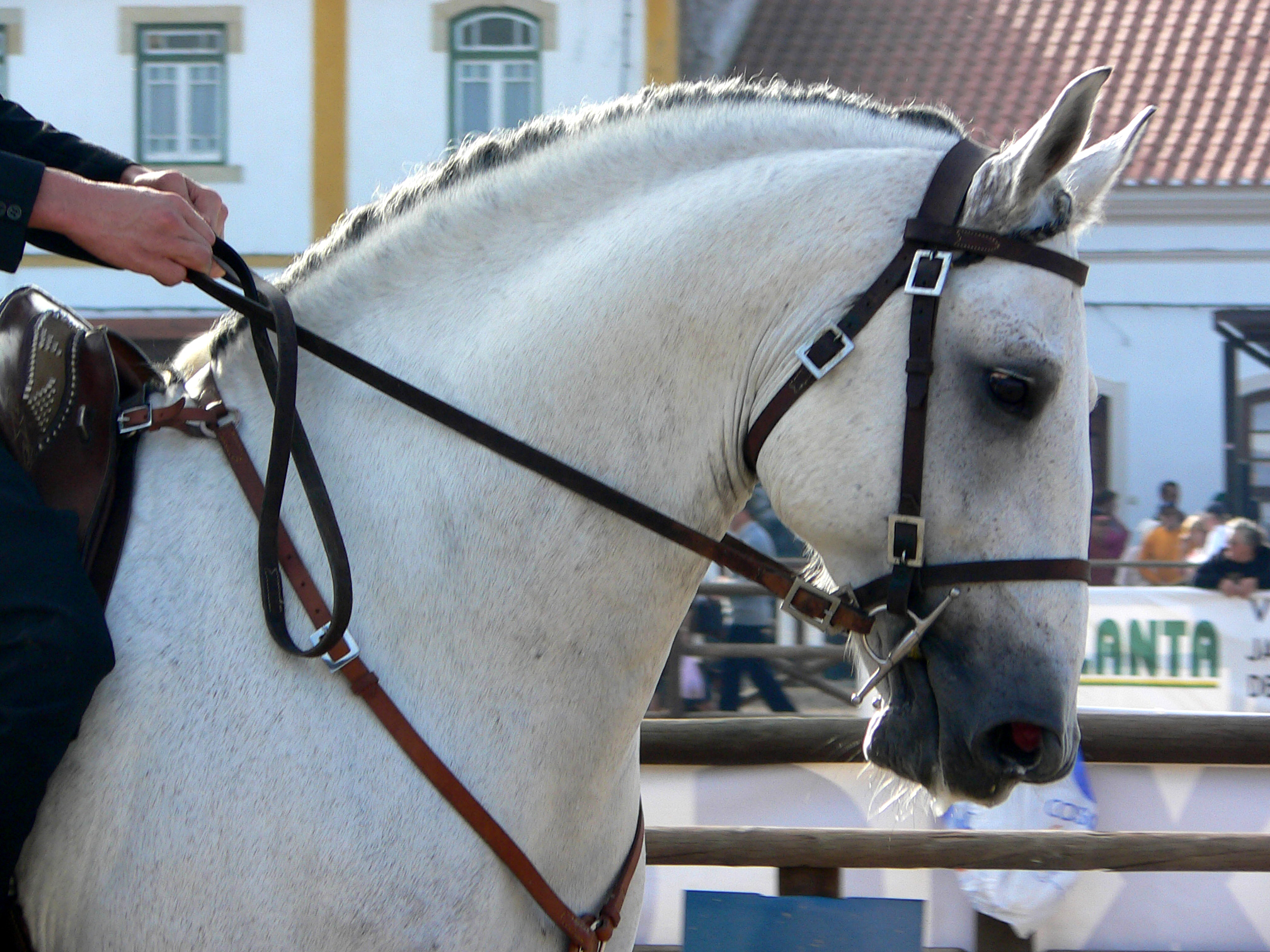
Ryttare som håller i tygel.

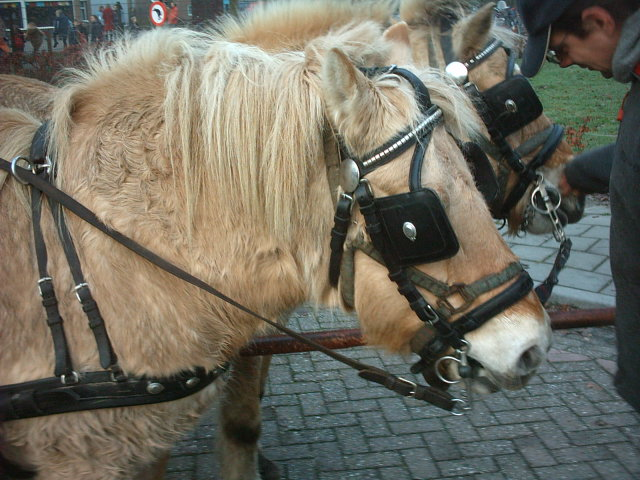
Parhästar med töm och sammanlänkade betsel.

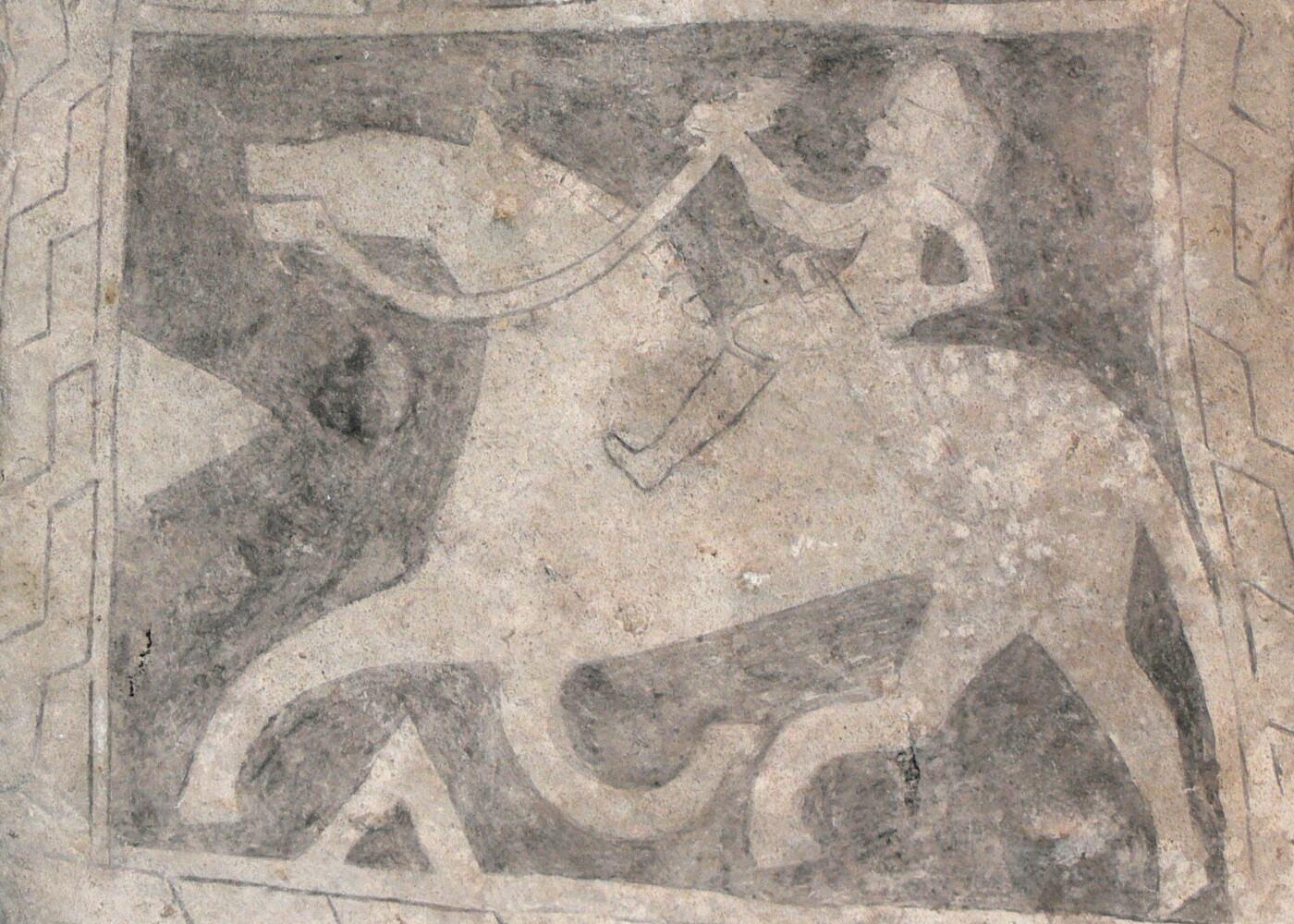
Motiv på en gotländsk vikingatida bildsten av en häst och ryttare med tygel.

Tygel vid ridning eller töm vid körning är ett remtyg som ingår som en del av ett betsel och som används av ryttaren respektive kusken för att behärska och styra sitt rid-/dragdjur (vanligen häst) under gång, såsom hastighet och rörelseriktning. Remtyget är vanligen fäst vid bettet på ett betsel, varvid förarens händer verkar genom remtyget på bettet och därmed på djurets framdel, i huvudsak återhållande.
Beroende på betslets sammansättning kallas tyglarna tränstyglar (tränsbett), bridongtyglar (bridong) eller stångtyglar (stång). Använder man kandar håller man alltså i två tyglar samtidigt. Handtöm kallas en kort töm som används då hästen förs vid hand. Tygel och töm används även stundom (i viss mening oegentligt) som synonymer till varandra och styrsystemet förekommer även utanför djurhållning, exempelvis hos vissa lådbilar, där även kallat styrsnöre.
Vid westernridning strävar man efter att låta hästen gå på lösa tyglar och att inget tryck ska användas i munnen. I motsats till klassisk ridning används bettet sällan eller aldrig för att styra hästen. Hästen reagerar på hur tyglarna rör vid halsen och går undan av den orsaken.

## Hjälptyglar
Hjälptygel är ett dressyrmedel som på mekanisk väg påverkar hästens huvudställning och används tillsammans med tränstygeln.
Det finns olika sorters hjälptyglar. De som är avsedda för ridning har till funktion att på olika sätt förmå hästen att sänka huvudet. För körningshjälptyglar som istället höjer huvudet, se stuptygel. 
En vanlig anledning till att man använder sig av hjälptyglar är att få hästen att gå i så kallad rätt form, det vill säga hålla huvudet i princip lodrätt och arbeta mer med bakbenen och ryggen. När detta utförs i högre grad kallas det för samling och är en förutsättning för högre dressyrarbete. Samling är naturligt och inte negativt för hästen, men måste övas in under lång tid. Vid samling välver och kröker hästen ryggen, vilket minskar den påfrestning på denna, som ridning innebär. Att försöka tvinga fram samling genom hjälptyglar får ofta motsatt effekt. 
Ingen hjälptygel kan ersätta grundlig utbildning av hästen eller ryttaren, och man bör vara medveten om att hjälptyglar kan orsaka muskelspänningar i hästens hals, vilka kan vidareföras till resten av kroppen. Ett ordspråk inom ridning är att ryttare som kan hantera hjälptyglar på rätt sätt egentligen inte behöver dem. 
Om hästen regelbundet går med huvudet alldeles för högt eller kastar med det, är lösningen inte alltid att börja använda en hjälptygel. Det kan vara så att hästen lider av muskelspänningar, ryggproblem eller att bettet och/eller sadeln orsakar obehag. Detta bör man undersöka innan man tar till en hjälptygel. Innan hjälptyglar används bör en rådfråga med tränare för att motverka skador på hästen men också för att välja det bästa alternativet för ekipaget. 

### Martingal

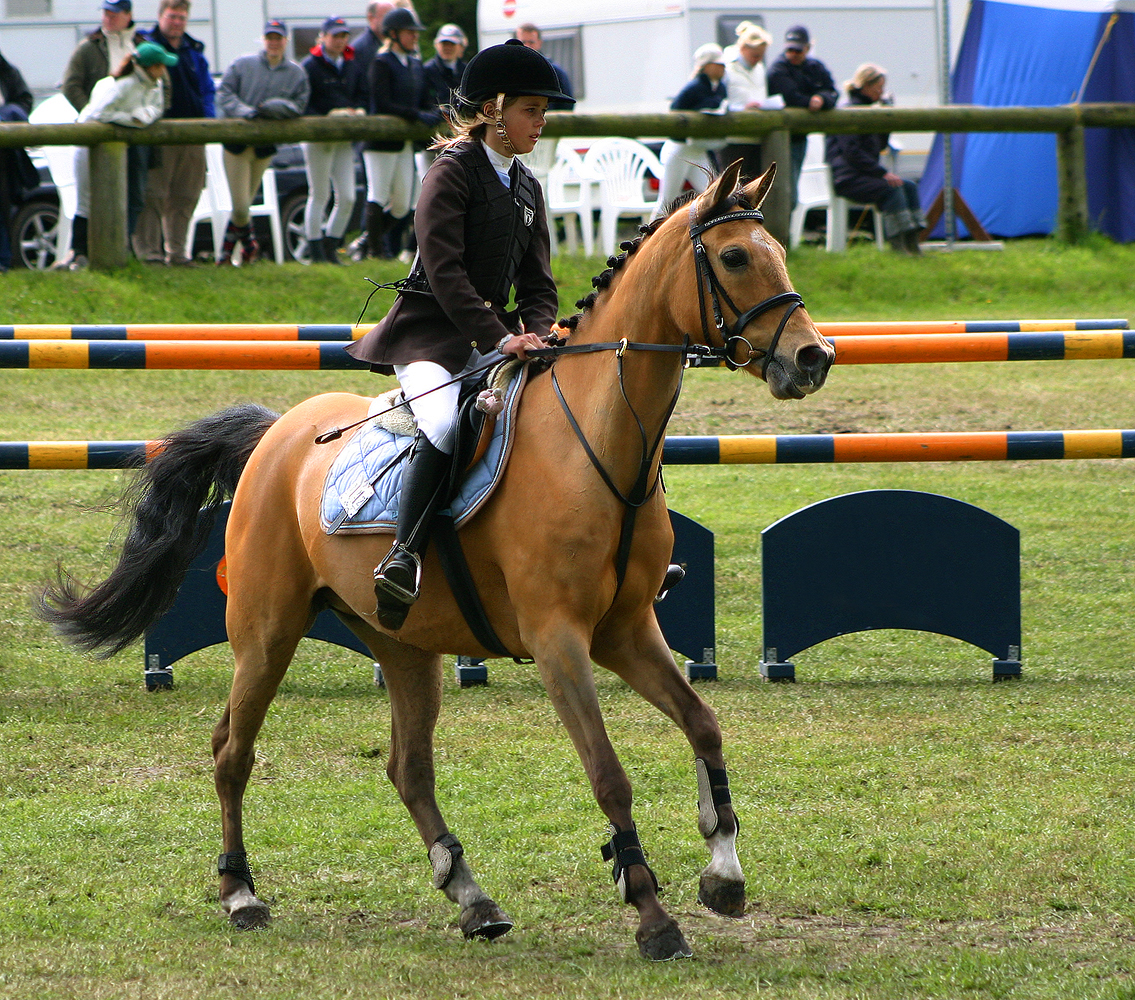
Löpande martingal

Martingal används för att hindra hästens huvud från att höjas över en viss punkt och används på hästar som har en benägenhet att gå med huvudet högt i luften. Den fästs i sadelgjorden och löper mellan frambenen till bröstet där den förgrenar sig i två lika långa remmar med en ring i var sin ände där man skall föra in tränsets tygel (kallas löpande martingal, sitter den fast i nosgrimman i stället för i tyglarna kallas den fast martingal). Den hålls på plats med en rem runt hästens hals. Om hästen höjer huvudet över normalt läge spänns martingalen och drar till i tygeln varvid bettet i munnen påverkas och förhindrar hästen att höja upp huvudet. Härigenom förmår man hästen att hålla huvudet sänkt. 
Löpande martingal har ingen effekt såvida hästen inte höjer huvudet över den punkt då hjälptygeln börjar verka eller om ryttaren inte håller emot i tygeln och den stör alltså inte hästen när tyglarna hänger eller när den inte höjer huvudet. Den spänns helst inte för hårt under jaktridning eller hoppning utan bara tillräckligt för att skydda ryttarens ansikte från hästens bakhuvud om den plötsligt slår upp med huvudet.

### Halsförlängare
Halsförlängare är ett elastiskt band som fästs genom bettringarna, runt hästens nacke och i sadelgjorden, antingen på sidorna eller mellan frambenen för att mana hästen att söka sig framåt neråt med huvudet.

### Thidemantygel
Thidemantygel hjälper till att få hästen att gå i rätt form. Den tar bara emot när hästen går för högt med huvudet. Den fästs i sadelgjorden, löper mellan hästens framben, förs genom bettringarna och knäpps fast i fästen på tyglarna.

### Gramantygel
Gramantygel fungerar på samma sätt som thidemantygeln, men ryttaren håller i gramanen i stället för att knäppa fast den. Den används för att få hästens huvud sänkt och ska bara användas av erfarna ryttare på mycket svårridna hästar för att få hästen att gå i rätt form. Viktigt är att gramanen enbart är ett hjälpmedel och skall inte användas för att tvinga hästen i rätt form.

### Chambontygel
Chambontygel som endast används vid longering. Den inverkar på hästens nacke och mun vilket gör den hästen benägen att söka sig nedåt med huvudet. En chambon fäster man mellan frambenen i en longeringsgjord och sedan upp till ett nackstycke där det finns en ring på varsin sida, genom ringen och sedan ner till bettet. Chambon används för att gymnastisera hästen.

### Goghtygel
Goghtygel fungerar på samma sätt som en chambon men används vid ridning istället. Den verkar genom tryck på både hästens nacke och bett, men hästen kan sträcka huvudet och halsen framåt och neråt utan att hindras av hjälptygeln.